# Partek Corporation

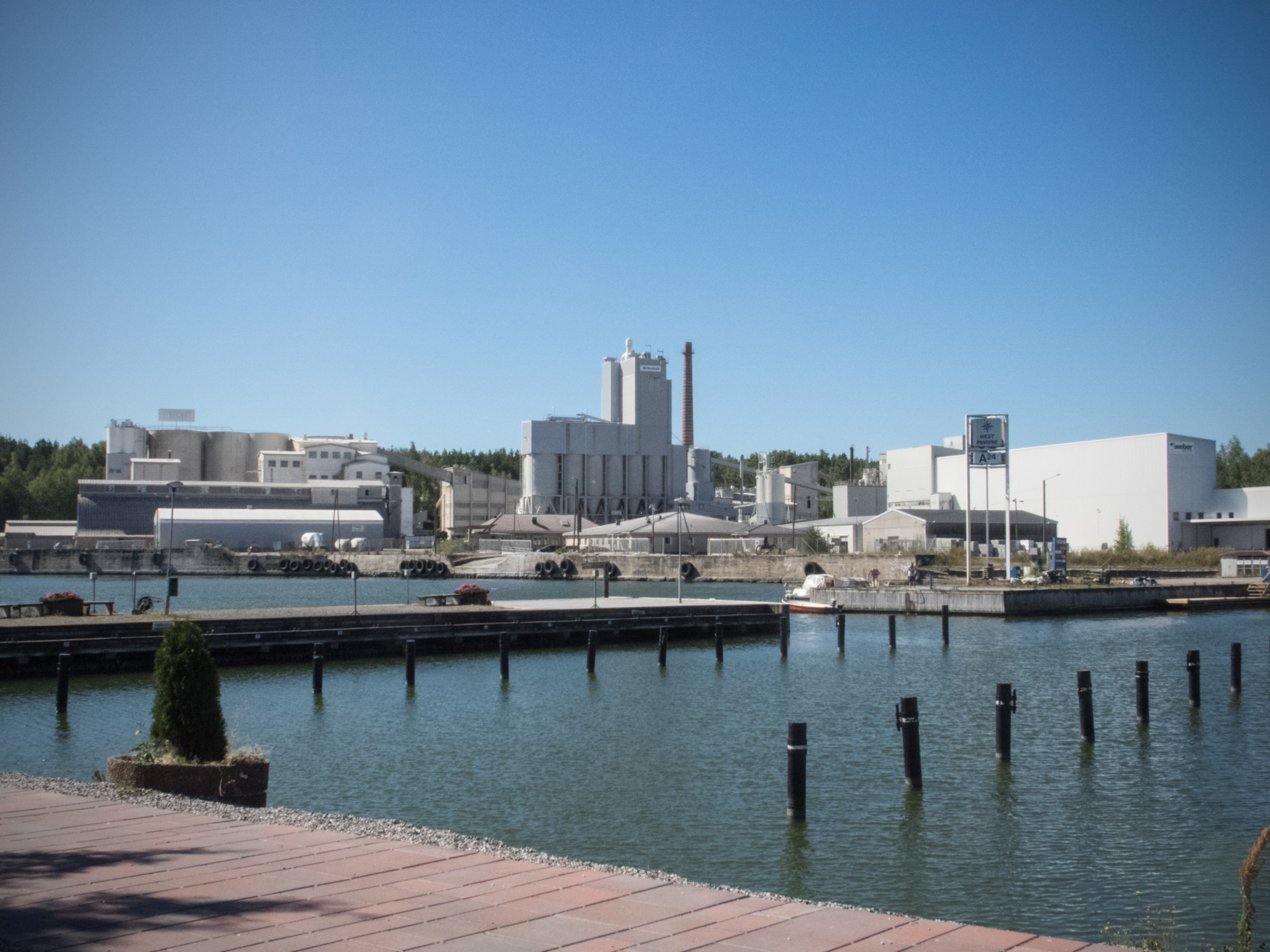
Malningsanläggningen och kalkugnen i Pargas

Partek Corporation var ett finländskt industriföretag.
Företaget hade sina rötter i Pargas Kalkbergs Aktiebolag, som grundades 1898 och arbetade genom åren inom ett flertal branscher, exempelvis transportsystem, skogs- och lantbruksmaskiner. Kring 1990 bildades ett antal dotterbolag för att ta hand om olika delar av verksamheten.
Parteks verksamhet expanderade till mer än 30 länder, även om den största delen av verksamheten var förlagd till Finland. De huvudsakliga marknadsområdena var Finland och Sverige, och övriga viktiga marknader var de övriga europeiska länderna i EU. 
Bland verksamhet som Partek köpte upp, kan nämnas Valmets skogsmaskiner 1997, varvid Partek blev majoritetsägare i Oy Sisu Auto Ab., till exempel Sisu Auto 2004 till Suomen Autoteollisuus Oy, en finsk investerargrupp av privatpersoner och företagsledningen.
Moderbolaget, som gick under namnet Partek Corporation, köptes 2001 upp av Kone som då leddes av Antti Herlin. Flera av dotterbolagen, till exempel stenullstillverkaren Paroc, hade då redan knoppats av, till exempel cementproduktionen till Scancem inom svenska Euroc-koncernen 1993. Bakgrunden till affären var att finländska staten ägde 30,2 procent av Partek efter fusionen med Sisu. Ett konkurrerande bud på statens aktier kom från Christoffer Taxell och släkten Ehrnrooth, som istället ville fusionera Partek med Wärtsilä och låta staten lösa in Fiskars. Staten valde dock Herlins bud.
Andra dotterbolag såldes därefter, till exempel Sisu Auto 2004 till Suomen Autoteollisuus Oy, en finsk investerargrupp av privatpersoner och företagsledningen.